# Peter Greenaway
Peter Greenaway (* 5. května 1942 Newport) je britský filmový režisér známý pro svoje umělecky zaměřené filmy, které často výrazně pracují s výtvarnou stylizací jednotlivých scén, stejně tak jako pro spolupráci s minimalistickými skladateli Michaelem Nymanem a Wimem Mertensem. Jeho dvorním kameramanem byl do příchodu nového milénia Francouz Sacha Vierny.
Mezi jeho nejvýznamnější díla patří Umělcova smlouva, Prosperovy knihy, Belly of an Architect a Kuchař, zloděj, jeho žena a její milenec.